# Sculptures des Sept Peuplements des Missions
Vous lisez un « bon article » labellisé en 2025.

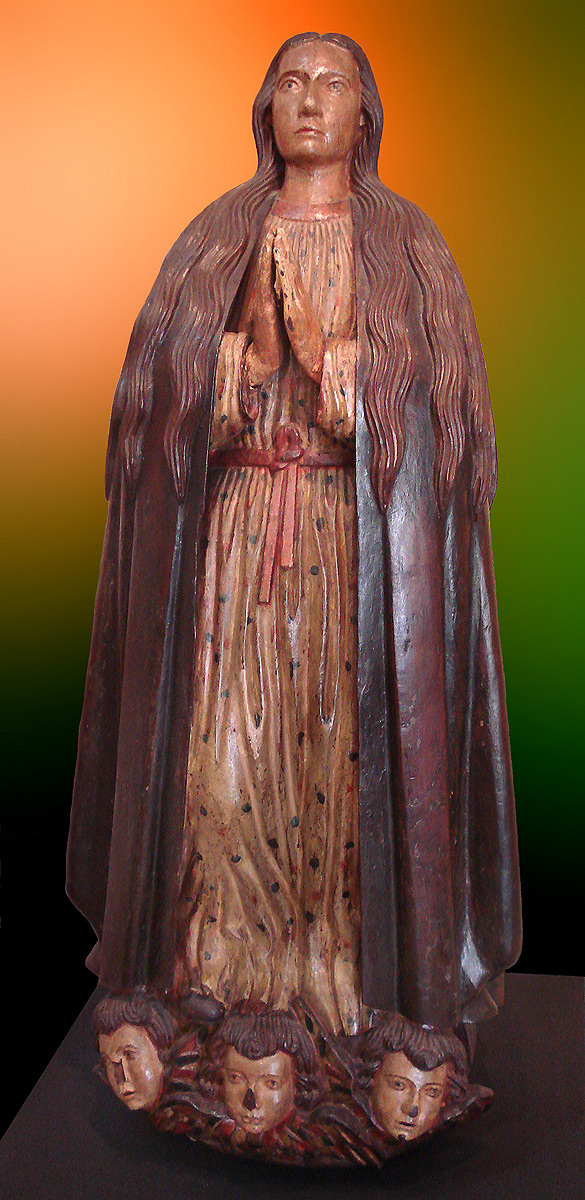
Notre-Dame de la Conception, collection du musée Júlio de Castilhos. On remarque les traits indigènes de son visage et ses cheveux longs et raides.

Les sculptures des Sept Peuplements des Missions sont un ensemble d’œuvres religieuses réalisées entre les XVIIe et XVIIIe siècles dans les réductions jésuites situées sur le territoire de l’actuel État du Rio Grande do Sul, au Brésil. Produites en grande partie par des artisans autochtones guaranis sous la supervision des missionnaires de la Compagnie de Jésus, ces sculptures constituaient un support essentiel à la catéchèse dans le cadre du projet d’évangélisation jésuite en Amérique du Sud.
Inspirées des modèles esthétiques européens, principalement baroques, ces œuvres intégraient une variété d’éléments stylistiques alors en usage ou en déclin en Europe, adaptés aux besoins pédagogiques des missions. Les sculptures occupaient une place centrale dans les productions artistiques des réductions, aux côtés de la musique et de l’architecture.
Bien qu’une partie importante de ce patrimoine ait été perdue, plus de 500 œuvres religieuses sont aujourd’hui conservées dans des musées, églises et collections privées. Classées par l'Institut national du patrimoine artistique et historique, les sculptures missionnaires sont reconnues pour leur valeur historique ; leur valeur artistique est, quant à elle, sujette à débat : certains chercheurs y voient une expression originale du baroque latino-américain, fruit d’une rencontre culturelle entre Europe et Amérique indigène ; d’autres y perçoivent une imitation servile des modèles européens.

## Les Sept Peuplements

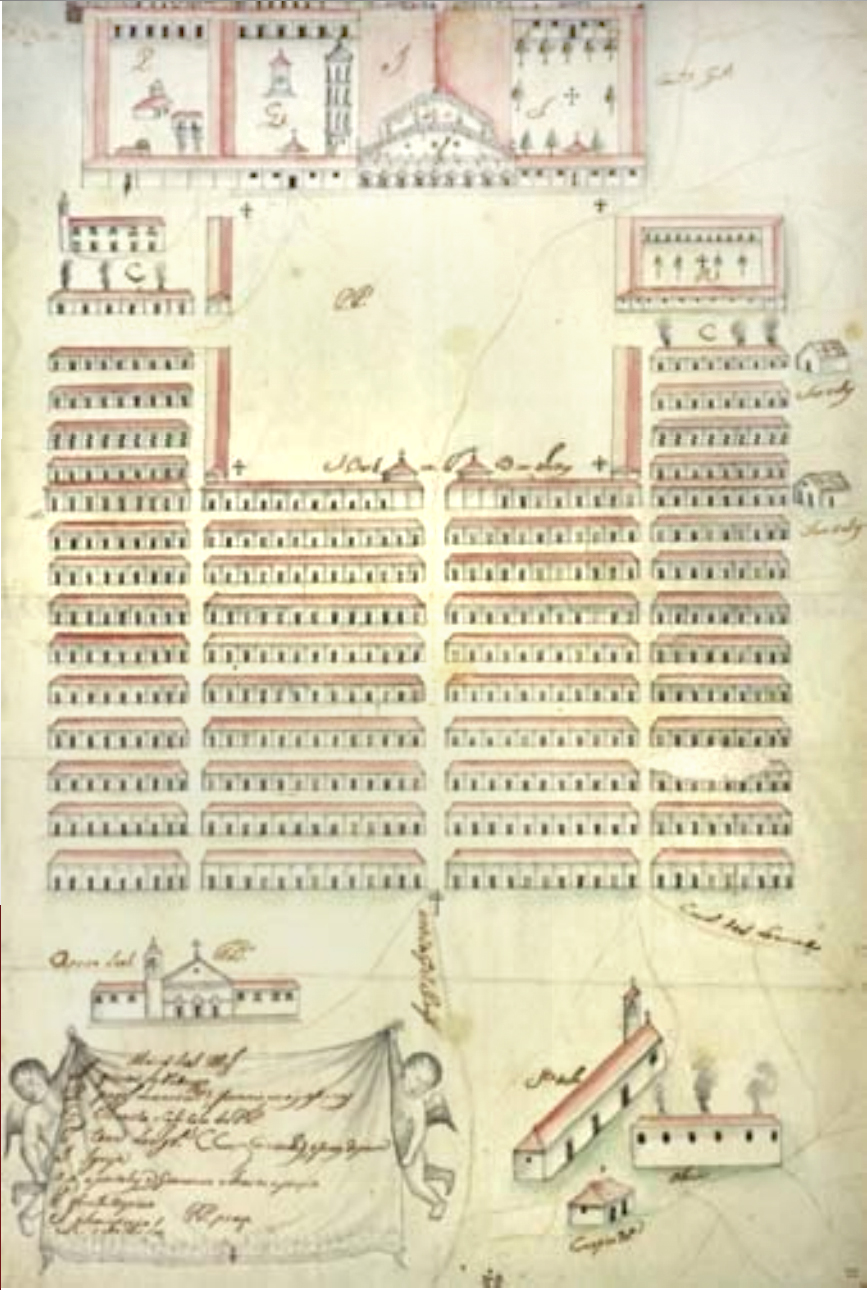
Plan de la réduction São Miguel Arcanjo.

Les Sept Peuplements des Missions illustrent un modèle typique d’évangélisation jésuite en Amérique : les réductions, des missions fixes où les peuples indigènes étaient regroupés. L’histoire des missions remonte au ministère des Apôtres, institué par Jésus lui-même lorsqu’il envoya ses disciples proclamer la Bonne Nouvelle. L'objectif principal de ces établissements était de créer une société inspirée des valeurs chrétiennes européennes, mais purifiée de ses vices et de ses maux. Fondées à travers toute l’Amérique coloniale, ces missions sont, selon certains chercheurs, l’une des utopies les plus marquantes de l’histoire.
Les Jésuites étaient réputés pour leur pragmatisme et leur capacité d’adaptation. Disciplinés et entreprenants, ils excellaient dans divers domaines du savoir et comptaient parmi eux de nombreux artistes, lettrés, scientifiques et érudits. Ils maîtrisaient aussi les arts de la persuasion et de l’enseignement. Figures de proue de la religiosité européenne de leur époque, leurs nombreuses qualités expliquent leur succès missionnaire et la diversité des solutions qu’ils mirent en œuvre en Amérique et en Orient. Ils adoptaient en outre une théologie souple, leur permettant d’adapter largement la doctrine chrétienne aux perceptions indigènes afin de mener à bien leur mission d’évangélisation,,. Ainsi, l’action des Jésuites dans la partie orientale de l’Amérique du Sud, sous domination portugaise, prit une direction différente de celle des Sept Peuples, sous contrôle espagnol. Ils purent y fonder des établissements bien plus organisés et stables que ceux créés dans le Brésil colonial sous la direction du père Manuel da Nóbrega et de ses confrères,,.
Dans la région soumise à la province jésuite du Paraguay, qui incluait les Sept Peuplements et que beaucoup considèrent comme le modèle « classique » de la réduction jésuite, l’établissement s’organisait autour d’une vaste place carrée. On y trouvait une église, des logements pour les indigènes, des maisons pour les veuves et les orphelins, une école, le cloître des missionnaires, un cimetière, divers ateliers et petites industries couvrant les besoins essentiels, ainsi qu’un verger, un potager, des espaces administratifs, une auberge et une prison, entre autres infrastructures. Dans les fermes semi-autonomes voisines, des esclaves noirs travaillaient aux cultures et à l’élevage. Les habitants pratiquaient le commerce ou le troc avec les colonies espagnoles et même avec l’Europe. Parfois, des tranchées et une muraille protégeaient le centre urbanisé des attaques d’Indiens et des expéditions prédatrices des bandeirantes brésiliens, ce qui arriva à de nombreuses reprises,,,. Pour cette raison, certaines réductions, avec l’autorisation spéciale de la Couronne espagnole, possédaient de petites armées et une cavalerie. Les affaires civiles et l’éducation élémentaire étaient généralement confiées aux Indiens, dans le respect des hiérarchies tribales. L’enseignement avancé — comprenant les arts, l’ingénierie et l’architecture —, les offices religieux, la catéchèse et la justice, ainsi que la supervision générale des affaires, revenaient aux Jésuites.
Le modèle urbain missionnaire variait dans la disposition des éléments et le nombre de bâtiments, mais son organisation de base restait inchangée. Les réductions étaient des cités-États quasiment autosuffisantes, à orientation théocratique, et avancées sur les plans économique et culturel pour leur époque et leur contexte. Elles disposaient d’une grande autonomie administrative, bien qu’elles soient soumises à la réglementation de la hiérarchie jésuite et nécessitent l’approbation de la Couronne espagnole, conquérante et propriétaire des terres, qui imposait des taxes aux prêtres. L’Espagne voyait aussi un intérêt politique dans ces missions, voulant en faire une barrière contre l’avancée portugaise. Les réductions offraient aux indigènes des moyens de subsistance considérables et instauraient un modèle urbain et administratif très efficace. Cependant, elles servaient avant tout à convertir massivement les populations et à les acculturer au mode de vie européen, processus ayant souvent suscité des résistances et des tensions. Elles cherchaient néanmoins à préserver ou intégrer plusieurs aspects de la vie traditionnelle autochtone. Malgré les débats persistants, notamment sur leur dimension éthique, il est certain qu’une culture originale est née au sein des missions, où l’art a joué un rôle majeur,,.

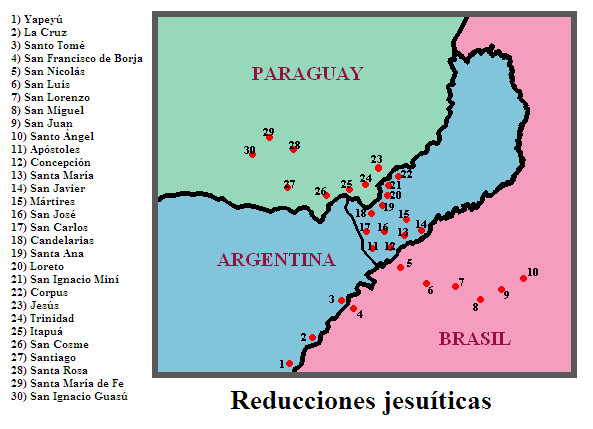
Réductions jésuites. Dans la zone rose, les points rouges correspondent aux Sept Peuplements.

Les Sept Peuplements sont issus des dix-huit réductions fondées à partir de 1626 dans la région du Tape, sur la rive orientale du fleuve Uruguay, dans l’actuel État du Rio Grande do Sul, au Brésil. Une dizaine d'années plus tard, les bandeirantes brésiliens détruisent quinze de ces villages et réduisent en esclavage plus de 20 000 indigènes, revendus à São Paulo. En 1638, ils anéantissent les trois dernières réductions. Face à cette menace, les Indiens et les prêtres survivants se réfugient sur la rive occidentale du fleuve. L'avancée des bandeirantes est stoppée en 1641 lors de la bataille de Mbororé. Toutefois, avec la dissolution de l'Union ibérique, l'expansion missionnaire dans la région est suspendue jusqu’en 1682. Cette année-là, sept nouvelles réductions sont fondées, certaines sur les ruines des précédentes.
Ces dernières sont :

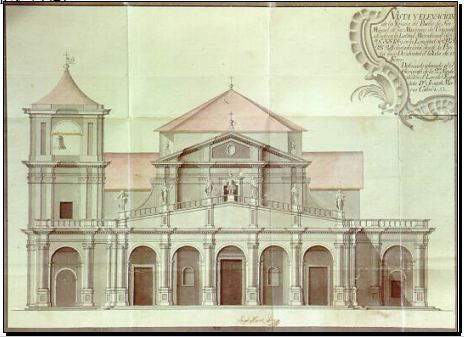
Vue de l'église de São Miguel Arcanjo en 1756, conçue par le père Giovanni Battista Primoli.

- São Nicolau, fondée en 1626 par le père Roque González de Santa Cruz, rétablie en 1687 par le père Anselmo de la Matta ;
- São Miguel Arcanjo, fondée en 1632 par le père Cristóvão de Mendoza, rétablie en 1687 par le père Antonio Sepp ;
- São Borja, fondée en 1682 par le père Francisco Garcia de Prada ;
- São Luiz Gonzaga, fondée en 1687 par le père Miguel Fernández ;
- São Lourenço Mártir, fondée en 1690 par le père Bernardo de la Vega ;
- São João Batista, fondée en 1697 par le père Antonio Sepp ;
- Santo Ângelo, fondée en 1706 par le père Diego Haze.

Alors que la première vague missionnaire dans la région visait principalement l’évangélisation, la seconde semble avoir été guidée avant tout par des objectifs économiques. Elle visait à tirer parti de l’immense cheptel vivant en liberté dans la pampa, également convoité par les Portugais. Les tropeiros brésiliens, qui chassaient ce bétail, furent d’ailleurs parmi les premiers agents de l’expansion portugaise dans la région, franchissant progressivement les frontières des territoires espagnols. Le bétail revêtait une importance cruciale pour les Jésuites : d'après eux, si les conditions de vie des indigènes étaient mauvaises, en particulier sur le plan alimentaire, l’éducation spirituelle échouait elle aussi. Les bovins étaient faciles à élever et entièrement exploitables : ils fournissaient du cuir, de la viande et du lait, et servaient aussi comme moyen de traction et de transport. Des chevaux et des mules étaient aussi présents en grand nombre. À son apogée, ce cheptel, toutes espèces confondues, aurait atteint près d’un million de têtes. Cependant, selon Maldi, cette situation renforça également la dimension politique de la réinstallation des réductions :

« La recolonisation d’une partie des territoires perdus et la fondation de nouvelles missions furent réalisées en confiant aux Indiens Guaranis le rôle de presidiários, c’est-à-dire de « gardiens de la frontière ». C’est dans ces conditions que furent établies, sur la rive orientale de l’Uruguay, les sept missions appelées à devenir célèbres sous le nom de Sept Peuplements des Missions, lesquelles, comme l’indique Gadelha (1996), deviendraient un « futur centre de résistance au traité de Madrid ». En tant que « gardiens de la frontière », les Guaranis furent largement mobilisés par les gouverneurs entre 1637 et 1735 pour diverses actions sur la frontière, allant du combat contre des groupes ennemis aux missions de surveillance, ce qui constitua un facteur décisif dans l’intensification des persécutions menées par les bandeirantes paulistes. Par ailleurs, la reconstitution des missions guaranis dans le Sud, avec le ferme objectif de contenir l’expansion portugaise, fit des Indiens une cible de la violence lusitanienne. »

Les Sept Peuplements, qui ont accueilli jusqu’à 30 000 personnes — majoritairement des Guaranis, mais aussi des membres d’autres nations comme les Charrúas et les Minuanos — ont prospéré jusqu’aux nouvelles délimitations territoriales imposées par le traité de Madrid de 1750. Celui-ci prévoyait l’échange de la Colonia del Sacramento (possession portugaise) contre les villages missionnaires, les Indiens et les prêtres devant être déplacés plus à l’intérieur des terres espagnoles. La guerre des Guaranis qui s’ensuivit (1754-1756), où se distingua la figure historique et mythique de Sepé Tiaraju, incarna le refus des Guaranis d’abandonner les missions qu’ils avaient bâties avec tant d’efforts.
Après la défaite des Indiens et l’expulsion des Jésuites des territoires portugais (en 1759) puis espagnols (en 1768), les Sept Peuplements, comme l’ensemble des missions jésuites, se désorganisèrent. La dissolution de la Compagnie de Jésus par le pape Clément XIV en 1773 marqua la fin définitive de l’entreprise missionnaire. Une tentative d’instaurer un gouvernement civil, avec le concours d’autres ordres religieux comme les Franciscains, les Dominicains et les Mercedaires, échoua : la production agricole et artisanale s’effondra, des troubles éclatèrent, accompagnés de désertions, de morts en masse, d’arrestations d’Indiens, de pillages d’églises et de destructions,,. En 1801, lors d’un nouveau conflit entre le Portugal et l’Espagne, les Sept Peuplements étaient déjà si affaiblis que leur conquête par les Portugais se fit aisément, sans exclure une possible participation indigène. En 1828, les troupes de Fructuoso Rivera pillèrent les lieux, — emportant 60 charrettes d’objets précieux et d’œuvres d’art —, provoquant un nouvel exode des populations autochtones,. En 1833, il ne restait plus que 377 Indiens dans la région.

## L'art missionnaire

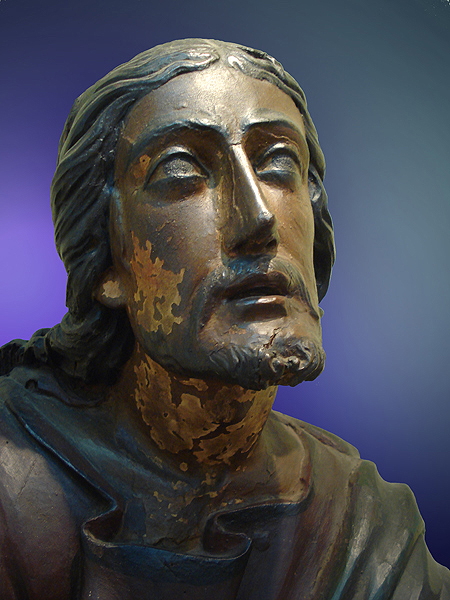
Senhor dos Passos, musée Julio de Castilhos.

Convertir les Indiens au christianisme constituait l’objectif fondamental des Jésuites. Conscients de la réceptivité des populations autochtones, les prêtres, pédagogues habiles, mirent en œuvre divers moyens artistiques pour soutenir la catéchèse. Des pièces européennes à visée moralisatrice furent traduites en guarani ou réécrites pour l’occasion, puis mises en scène. De la musique savante était également composée et jouée, à l’image de ce qui se faisait dans les églises d’Europe. De vastes églises furent construites, richement décorées, ornées de peintures narratives et de statues expressives. Selon les témoignages, les Indiens étaient émerveillés par la splendeur et le mystère du culte, qu’ils percevaient comme des prodiges ou de la magie. Ils étaient fascinés par la musique sacrée, vénéraient les images avec crainte et, conduits par l’émotion, se laissaient convertir : beaucoup devenaient ainsi de fervents croyants,,,.
La pédagogie jésuite, quant à elle, s’inscrivait dans la tradition rhétorique de la Contre-Réforme, élaborée à une époque marquée par les incertitudes intellectuelles du maniérisme, où apparaissaient déjà les tensions entre matière et esprit propres à l’esthétique baroque. Dans ce contexte, la spectacularisation du culte religieux était perçue comme un moyen légitime et efficace de toucher les fidèles et de diffuser la foi. Elle faisait pleinement partie de l’esprit baroque, un temps où la représentation du monde se concevait comme un spectacle destiné à captiver l’auditoire. Tous les arts étaient alors réunis dans une œuvre totale, dont l’expression la plus saisissante dans l’art sacré était l’architecture des églises baroques, caractérisées par leur profusion décorative et leur intense charge émotionnelle. Lors des célébrations religieuses, l’église devenait un véritable théâtre féérique, où se jouait le drame chrétien. Dans les réductions, en l’absence de pouvoir séculier, l’église était le seul édifice véritablement sophistiqué, cœur de la vie communautaire. Les autres constructions du village n’étaient que de simples pavillons bas. Mais dans l’église, le culte atteignait une dimension glorieuse, animée par la participation active des indigènes à la création et à la mise en œuvre de tout cet art cérémoniel,,,.

## Les sculptures et leurs fonctions
En plus de l'enseignement élémentaire et de la catéchèse, les Indiens les plus habiles étaient initiés à divers métiers et arts, toujours sous la supervision directe des prêtres. Les modèles artistiques utilisés dans les missions étaient entièrement européens, et dans les églises, les images jouaient un rôle crucial dans le processus de christianisation. En Occident, le potentiel pédagogique de l'art était connu depuis longtemps, notamment en raison de l'analphabétisme généralisé des masses européennes : les images permettaient alors de transmettre ce que la lecture ne rendait pas accessible. Les églises, avec leurs riches décors à contenu narratif, étaient ainsi surnommées « la Bible des illettrés ». Cependant, cette fonction de l’image était complétée par des explications orales qui orientaient le fidèle dans son interprétation, afin de transmettre le sens souhaité. Ce système formait un véritable langage visuel, pouvant ensuite s’appliquer à d’autres situations,.

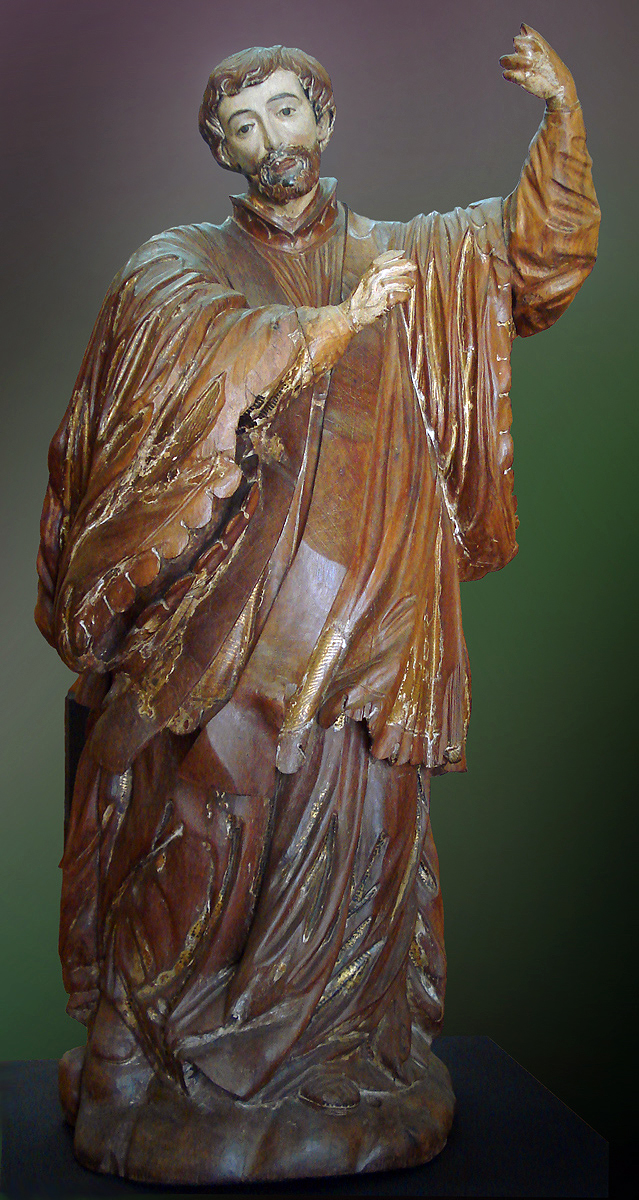
Saint François Xavier, musée Julio de Castilhos.

Comme les Guaranis ne rendaient pas de culte à des idoles ou à des images, les Jésuites virent dans cette particularité une opportunité d’approche. Alors qu’au Mexique les idoles indigènes avaient été anéanties de manière brutale, en Amérique du Sud, il fut possible d’introduire dans la religiosité naturelle des indigènes la dévotion aux images chrétiennes, dont certaines furent réalisées avec la participation des indigènes eux-mêmes. Les formes baroques furent habilement mises à profit à cette fin. Selon Boff :

« Dans les églises et sur les places, la multiplicité des éléments décoratifs utilisés par les artistes pour représenter les saints et leurs attributs trouvait un espace unique d’expression du baroque. Il en allait de même pour le rituel liturgique, avec les chants et l’encens. Au théâtre, on utilisait les pièces sacrées jouées sur les places publiques. Sur les plafonds des églises, les peintures représentaient des images célestes ; dans les sculptures, les gestes des figures s’adressaient au spectateur, dans un langage symbolique très maîtrisé par l’artiste baroque. En outre, dans les réductions, les images étaient pensées pour être disposées sur les autels. Si l’on observe attentivement leur posture, on verra qu’elles interagissent entre elles, qu’elles ont des gestes coordonnés. Elles visaient à capter l’esprit et les sens, et, ainsi, à favoriser l’élévation mystique et à persuader l’âme de se tourner vers les choses de Dieu […]. La fabrication d’images fut l’un des principaux métiers exercés par les indigènes dans les réductions. Les récits des jésuites témoignent de l’importance accordée à l’image comme moyen d’inciter les Indiens à participer aux sacrements et à la prière, que ce soit par leur beauté extérieure, par le modèle de vie qu’elles représentaient, ou, ce qui était très significatif, par leur posture et leur expression faciale. Les témoignages des pères sont innombrables à propos de l’image de la Vierge Marie et de son pouvoir de persuasion […]. L’image était utilisée dans la catéchèse comme un reflet du monde céleste. Elle renforçait la prédication évangélique en transmettant ce que la Bible faisait par l’écrit. Vénérer une image revenait à vénérer la personne qu’elle représentait, et donc à suivre ses pas. »

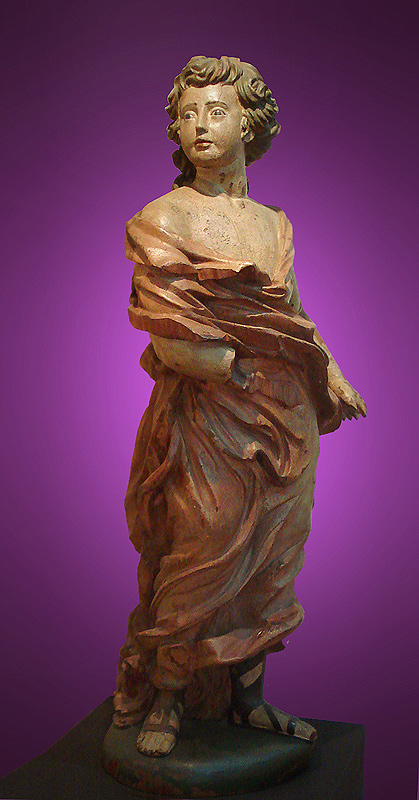
Ange, musée Júlio de Castilhos.

Malgré les efforts des prêtres, la réception du message chrétien fut souvent teintée et modifiée par la culture préalable des populations indigènes. Par exemple, le père Sepp rapporte qu’une Indienne se serait poignardée après avoir entendu une peinture représentant Notre-Dame des Douleurs — au cœur transpercé de couteaux — lui adresser ces paroles : « De la même manière que j’ai ouvert ma poitrine en transperçant mon cœur virginal, toi, ma fille, prends ce couteau et ouvre ta poitrine pour libérer ton âme de sa prison. » Chez les Guaranis notamment, de nombreux pouvoirs magiques issus de la religion traditionnelle furent transférés aux sculptures et aux images chrétiennes. Comme le note Susnik, « les Guaranis voyaient dans la croix un pouvoir magique, semblable à celui que détenaient les chamanes lorsqu’ils portaient la maraca, instrument religieux-musical contenant en son sein l’aivú, l’âme de la personne ». Un phénomène comparable aurait eu lieu à propos de la communion, l’acte de manger le « corps du Christ », c’est-à-dire l’hostie, ayant pu être assimilé à leurs rituels anthropophagiques. Un autre exemple de rapprochement avec les traditions préhispaniques est la flagellation des indigènes à l’aide de la mussurana — un objet utilisé dans l’anthropophagie — pendant la Semaine sainte, suivie d’un grand barbecue et de la distribution de viande à consommer à domicile.
Les sculptures connurent un véritable essor une fois les églises construites et les réductions bien établies. Tandis que les peintures représentaient des scènes complètes, essentielles à la compréhension de leur contenu narratif, les sculptures, quant à elles, nécessitaient le cadre architectural des églises pour prendre tout leur sens. Contrairement aux images, les sculptures avaient une présence physique plus marquée et exerçaient, de ce fait, un pouvoir particulier sur les indigènes, qui les croyaient en quelque sorte vivantes. Certaines statues étaient même conviées à des banquets, occupant alors une place d’honneur en bout de table, et remplissaient d’autres fonctions bien définies, parmi lesquelles les plus importantes étaient la surveillance et l’octroi de faveurs.
La surveillance se manifestait notamment lorsque certaines statues étaient utilisées par les prêtres comme des marionnettes : ceux-ci leur faisaient bouger les bras et la tête, afin de signifier leur approbation ou leur désapprobation en fonction du comportement des indigènes. Par ailleurs, une statue de saint Isidore le Laboureur pouvait être portée chaque jour jusqu’aux plantations, afin d’y surveiller les travaux agricoles. Quant à l’octroi de faveurs, il se traduisait surtout par l’obtention de miracles, en réponse aux prières et aux requêtes des fidèles. Ces miracles étaient perçus comme le fruit d’une sorte de négociation entre les suppliants et les saints, qui, en tant qu’intercesseurs auprès de Dieu, jouaient également un rôle de protecteurs, aussi bien des dévots que des réductions menacées par divers dangers. Les récits jésuites abondent en descriptions de miracles et d’apparitions liés aux images sacrées, ce qui témoigne de leur profonde influence sur cette société.

### La collection conservée et ses caractéristiques
Le musée des Missions, situé à São Miguel das Missões, à proximité des ruines de la mission de São Miguel Arcanjo, abrite le plus important ensemble de sculptures subsistant des Sept Peuplements. Cette collection n’a été réunie qu’au début du XXe siècle, après que Lúcio Costa, missionné par l’Institut national du patrimoine artistique et historique (IPHAN), a mené en 1937 un inventaire et une étude de la région missionnaire du Rio Grande do Sul. Costa a alors proposé de regrouper l’ensemble du patrimoine missionnaire à São Miguel, non seulement pour en faciliter l’accès, mais aussi parce que ce village était le seul à présenter encore un état de conservation suffisant pour susciter un intérêt architectural. Une fois les mesures de consolidation des ruines définies, la collection d’images religieuses nécessitait d’être protégée et rendue accessible au public grâce à la création d’un musée.

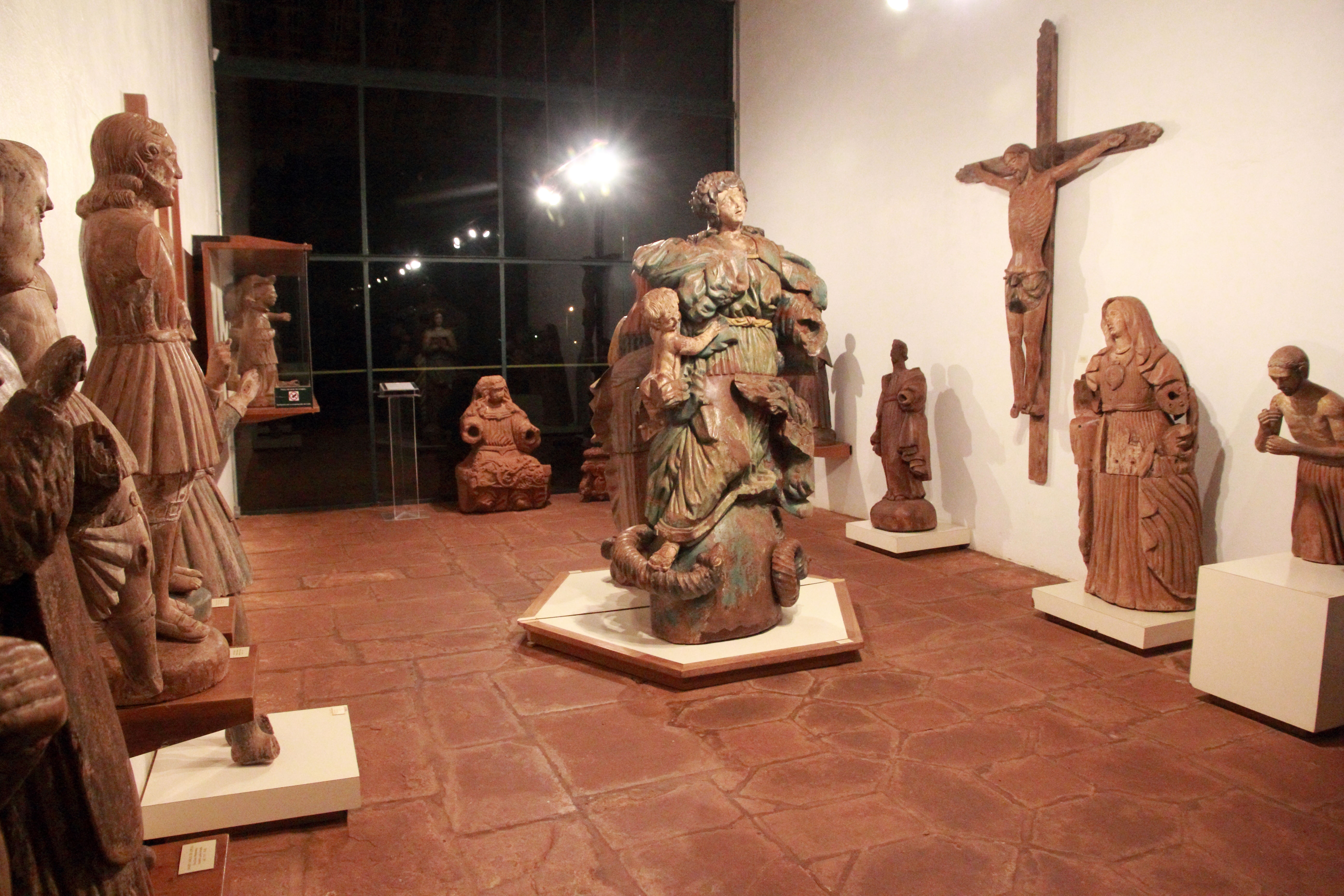
Statues du musée des Missions.

À sa création, le musée ne comptait que trois œuvres. En 1993, il recensait déjà 94 pièces cataloguées, dont la grande majorité avait été collectée dans la région par João Hugo Machado, souvent avec le soutien coercitif de la police, afin d’obliger les familles à les céder au musée, ce qu’elles faisaient invariablement contre leur gré, et non sans opposer parfois une résistance violente. La collection se divise en deux grands ensembles : d’une part, des sculptures aux caractéristiques européennes, et, d’autre part, des œuvres nettement marquées par la culture indigène. Les premières portent l’influence de sculpteurs italiens comme le Bernin, et espagnols tels que Juan Martínez Montañés, Alonso Cano et José de Mora. Cette influence est perceptible dans des représentations telles que Notre-Dame de la Conception, Saint Michel Archange ou encore Saint Joseph et l’Enfant. En revanche, d’autres pièces manifestent des éléments issus de la culture autochtone, avec des formes marquées par le géométrisme caractéristique de la vannerie, de la céramique et de la peinture corporelle. La plupart de ces œuvres présentent désormais des détériorations physiques et une perte partielle ou totale de leurs couleurs d’origine, en raison des aléas du temps et des conditions de conservation.

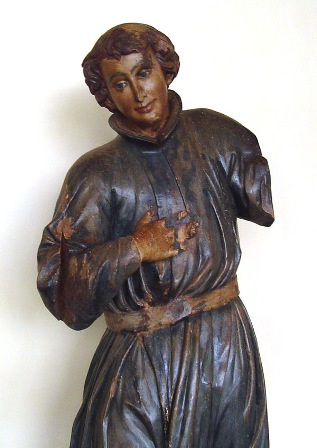
Saint Stanislas Kostka, musée des Missions, paternité attribuée à Brasanelli par Sustersic.

Selon un inventaire de 1768, environ deux mille statues sont conservées dans les églises des trente peuplements de la province du Paraguay, sans compter d'autres objets décoratifs. Un autre inventaire, dressé par Dom Francisco Bruno de Zavala le 8 juillet 1778, recense 57 œuvres à São Miguel. La liste établie en 2008 par l’IPHAN dénombre 510 statues missionnaires au Brésil, aujourd’hui dispersées entre diverses collections privées et institutions publiques. Outre le musée des Missions, d’autres sculptures sont conservées dans plusieurs églises et musées aux alentours,, notamment :
- le musée Monsenhor Estanislau Wolski, à Santo Antônio das Missões, qui possède une riche collection de 73 miniatures, encore largement ignorées par les milieux universitaires[24] ;
- le musée municipal Aparício Silva Rillo, à São Borja, avec 35 pièces[19] ;
- la cathédrale de Novo Hamburgo, qui conserve 13 statues religieuses[45].

D’autres encore sont réparties entre musées et écoles catholiques de la région métropolitaine de Porto Alegre, en particulier le musée Júlio de Castilhos, dans la capitale, et le musée Anchietano de l’université Unisinos, à São Leopoldo. Le musée Vicente Pallotti, à Santa Maria, conserve lui aussi un important ensemble de statues. Compte tenu de l’ampleur des pillages subis par les Sept Peuplements, il est présumé que de nombreuses statues ont survécu, conservées dans des églises ou des collections privées en Argentine, au Paraguay, en Uruguay ou ailleurs, en attente d’identification. Par ailleurs, un groupe remarquable de treize sculptures a été retrouvé aux Açores,.

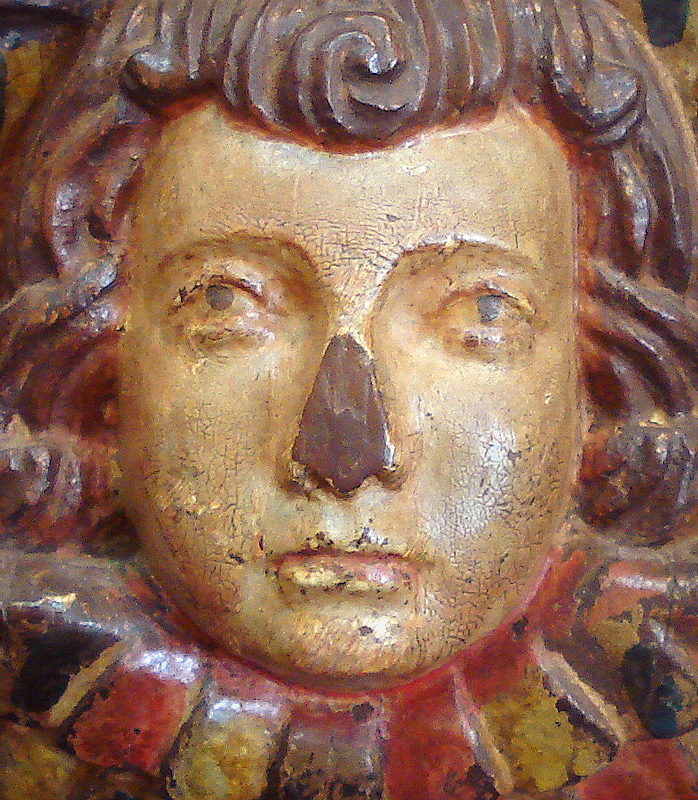
Détail de la tête d'ange au pied de la statue de Notre-Dame de la Conception, musée Júlio de Castilhos.

La datation et l’attribution des œuvres sont presque toujours difficiles, voire impossibles. Le travail s’effectuait généralement de manière collective, et aucune pièce n’a été signée ni datée par ses auteurs. Certaines ont néanmoins été attribuées à quelques prêtres, dont plusieurs étaient des artistes accomplis, parmi lesquels Giuseppe Brasanelli, Francisco Ribera et Antonio Sepp, que l’on pense être à l’origine de certaines des pièces les plus élaborées encore conservées aujourd’hui. Selon Sustersic, le père Brasanelli fut une figure déterminante dans la formation du « style missionnaire » : « rien de ce qui a été produit dans les missions guaranies n’a échappé à son travail, à son enseignement ou à son influence ». Josefina Plá a proposé d’attribuer au moins quarante statues à Brasanelli ou à son entourage proche (certaines hors du Brésil, car le prêtre se déplaçait entre plusieurs villages de la province du Paraguay), mais la seule œuvre que l’on puisse lui attribuer avec certitude, sur la base de documents, est un saint François de Borja agenouillé, conservé — largement repeint — dans la cathédrale de São Borja. Cette œuvre a servi de référence pour les autres attributions. Un autre personnage important fut le père Anselmo de la Matta, qui joua un rôle décisif dans la transformation de la réduction de São Nicolau en un centre d’exportation d’œuvres vers d’autres villages. Plus de deux mille jésuites sont passés par la province du Paraguay. La moitié d’entre eux étaient espagnols, les autres provenaient de 32 nations différentes, ce qui témoigne de l’importance de la contribution internationale à l’entreprise missionnaire menée au Paraguay. Des échanges artistiques ont également eu lieu entre les missions des Sept Peuplements et celles du Pérou. Les jésuites ont apporté dans les réductions les styles en vogue dans leurs pays d’origine, tout en conservant des références aux traditions médiévales, romanes et gothiques. La combinaison de toutes ces influences permit l’émergence d’un style baroque à la fois éclectique et original,.

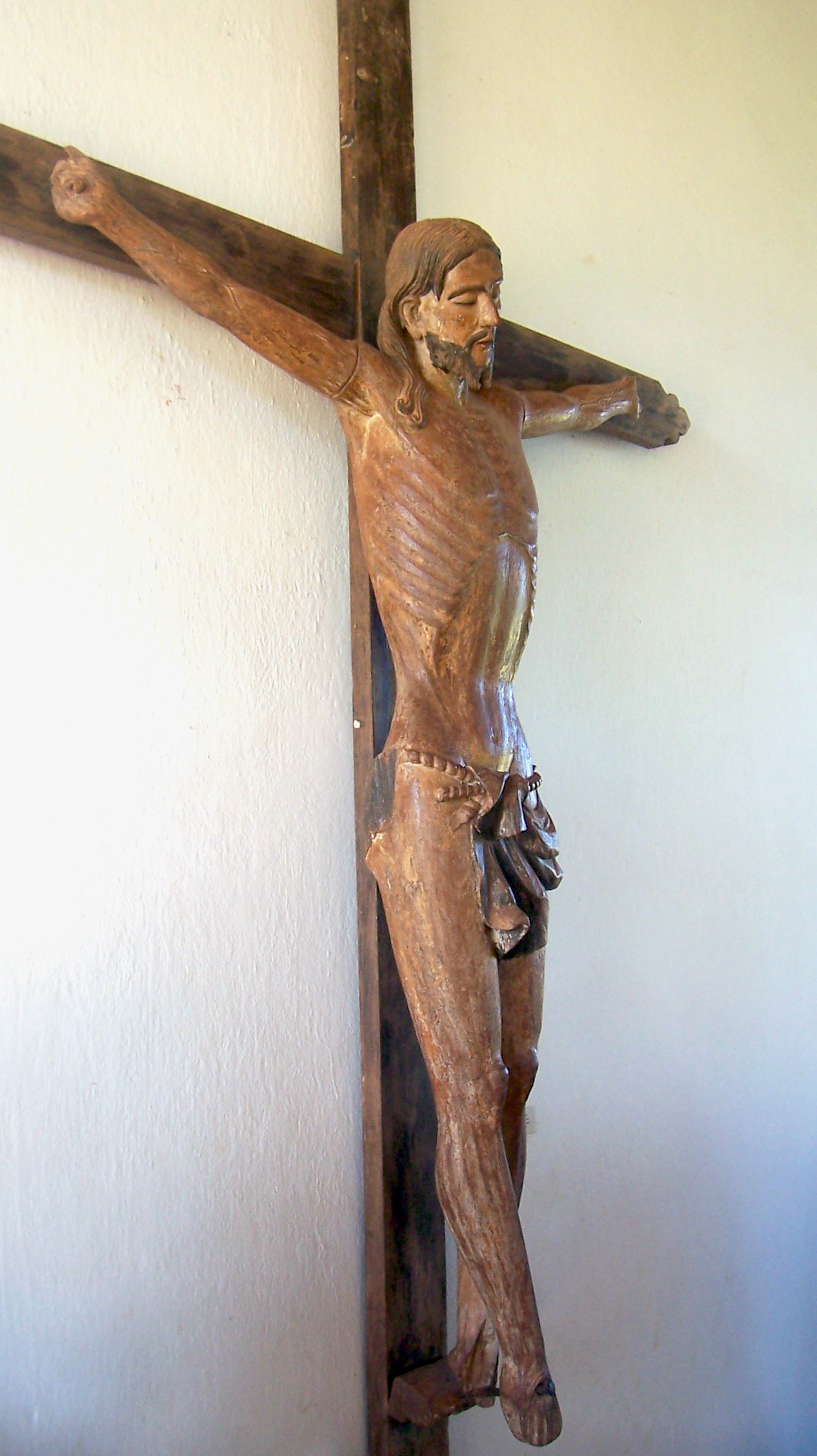
Crucifix, musée des Missions.

L’iconographie de la statuaire missionnaire représente principalement des saints, des anges, des martyrs, la Vierge Marie et les saints de la Compagnie de Jésus, présentés comme des modèles de vie à suivre. La question de l’implication des populations indigènes dans cette production sculpturale suscite de nombreuses controverses, notamment en ce qui concerne le degré d’originalité de ces œuvres par rapport à de simples reproductions. Certains avancent que les prétendus traits « ethniques » observés dans la statuaire missionnaire ne seraient en réalité que des déformations résultant d’un manque de maîtrise technique de la part des artisans autochtones. En analysant les collections du musée des Missions, Boff conclut qu’elles correspondent aux caractéristiques générales de la production missionnaire en Amérique, marquées par la diversité des éléments stylistiques européens. Cela donne naissance à un art véritablement éclectique, bien que dominé par des formes baroques. Boff relève aussi une grande variation dans le niveau de sophistication technique : certaines statues sont rudimentaires et clairement disproportionnées, tandis que d’autres se distinguent par leur raffinement formel et la finesse de leur exécution. De son côté, Sustersic souligne qu’il est très difficile d’identifier précisément la provenance des œuvres selon les villages, en raison de la diversité des styles et du mélange d’expressions influencées par la mentalité des artistes et de leurs sociétés. Certains chercheurs ont tenté d’identifier, avec des preuves solides, des traits et des ornements typiquement indigènes dans plusieurs de ces œuvres. Cependant, une réglementation ecclésiastique stricte encadrait la production d’images, ce qui limitait probablement la liberté créative des artisans autochtones,. Certaines statues présentent une excavation dorsale, sans doute destinée à en alléger le poids, tandis que d'autres sont dotées d’articulations mobiles, permettant de les manipuler plus aisément dans le but d’impressionner les populations indigènes.

Cette production n’est pas uniforme, mais elle présente des éléments qui permettent de la considérer comme une création régionale singulière, dotée d’un style qui lui est propre. Boff pense que l’Indien a réussi à transmettre aux sculptures la fonction symbolique de sa culture ancestrale, à travers ses traits essentiels, bien que ce ne fût pas toujours de manière pleinement consciente. Gruzinski, pour sa part, soutient que : 

« Les œuvres produites par le contingent métis ne peuvent être analysées simplement à travers un processus évolutif fermé et conclusif. En se mêlant, les héritages culturels s’enrichissent mutuellement et provoquent une rupture de linéarité qui mérite des études spécifiques. Pour cette analyse, il n’existe pas de cadre prédéfini où l’on pourrait ranger la production artistique née des métissages américains. Il existe une lacune dans l’histoire des mouvements artistiques, qui ne prennent pas encore en compte ces spécificités. »

Boff a identifié une chronologie et affirme que la contribution indigène à cette production peut être observée dans son propre développement, c’est-à-dire à travers les marques des différents stades que l’on peut y reconnaître.

« Ainsi, dans un premier temps, lors de la phase d’apprentissage, on pourrait identifier une stricte imitation des modèles européens. Mais à mesure que la maîtrise technique s’affirmait et que la familiarité avec les outils devenait routinière, l’imaginaire indigène et les formes issues de sa culture ancestrale commencèrent à s’exprimer, de manière subtile […]. Dans cette seconde phase, on observe ces éléments dans les vêtements, les ornements, les visages des saints, la manière de sculpter les cheveux, le manteau, l’ornementation de la tête […]. Ce processus établit une première phase d’« imitation » et une seconde de « métissage » […]. La phase de métissage marquera les sculptures par des interprétations réalistes et des caractéristiques « typiquement » missionnaires. On retrouve cette évolution dans des œuvres conservées au musée des Missions, telles que les statues de l’évêque saint Nicolas et de saint Jean-Baptiste. Leur sculpture se distingue par des formes très simples, dominées par la verticalité des lignes des vêtements. Saint Nicolas porte un manteau arborant le même motif que celui du pagne de saint Jean-Baptiste, et l’on remarque dans ces deux figures la manière singulière dont elles ont été taillées. Le pagne figure une peau de mouton, l'artiste réalisant une synthèse presque géométrique. L’évêque, quant à lui, porte exactement le même motif sur son manteau. »

Armindo Trevisan a proposé une lecture alternative de cette évolution : « La statuaire subsistante peut être répartie en quatre groupes : les œuvres réalisées indubitablement par des maîtres européens, celles sculptées par des Indiens selon les canons imposés par ces maîtres, des œuvres mixtes, et des sculptures indigènes. » Outre les représentations de saints, les Indiens sculptaient des retables, fabriquaient des instruments de musique, du mobilier, réalisaient des peintures et d’autres objets nécessaires à la liturgie. Chaque village se spécialisait dans la production de certains types d’objets : par exemple, la réduction de São João Batista s’est distinguée dans la fabrication d’excellents instruments de musique, tandis que celle de São Nicolau est devenue un centre de distribution de retables et de statues pour les villages voisins. Les motifs décoratifs les plus fréquemment employés étaient la fleur de passiflore, symbolisant la Passion du Christ ; la palme du triomphe, évoquant l’entrée de Jésus à Jérusalem ; la vigne, le vin et la grappe de raisin, représentations du sang du Rédempteur ; le tournesol, métaphore de l’âme qui suit la lumière divine ; la feuille de chardon, symbole de pénitence ; et d’autres encore. Cependant, de nombreux éléments d’origine indigène ont également été intégrés, tels que la feuille d’artichaut, des fleurs des champs, et des fruits comme l’apepu et le maïs. Sur une représentation, saint Michel est orné d’une coiffe amérindienne ; sur une statue de Notre-Dame de la Conception, des fleurs remplacent à la fois le manteau et l’auréole traditionnelle. Cependant, les ornements précieux qui accompagnaient ces sculptures — lances, palmes, couronnes et autres — ont été perdus, sans doute retirés en raison de leur valeur métallique. En conséquence, de nombreux exemplaires de cette vaste production sont parvenus jusqu’à nous dans un état mutilé.

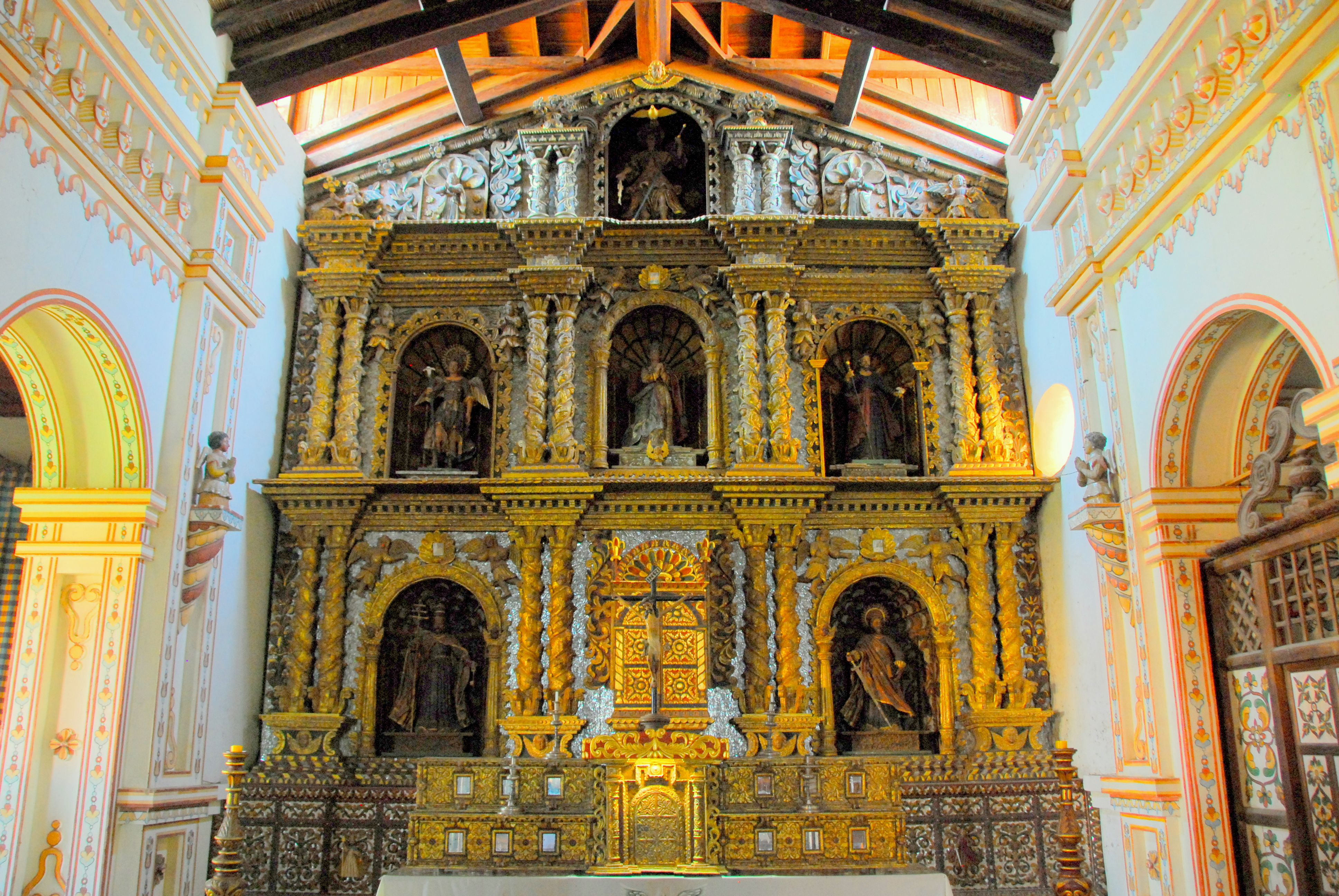
Autel de la mission de San Rafael de Velasco à Chiquitania (Bolivie).

Une description concernant l’église de São Miguel donne une idée de sa richesse originelle :

« Il y avait un grand retable avec six statues, ainsi qu’une représentation dorée de Notre-Dame et de saint Michel ; au-dessus du tabernacle, une peinture de Notre-Dame, deux petites tables portant des statues de saint Michel, saint Ignace, saint Raphaël, saint Gabriel et saint Antoine. Du côté de l’Évangile, se trouvaient deux retables dorés ; sur un autre, également dorés, saint Ignace, saint Michel et saint Roch. Sur un autel de taille moyenne, deux statues de Notre-Dame et une de sainte Barbe, toutes dorées ; sur un petit autel, une statue dorée de saint Isidore. »

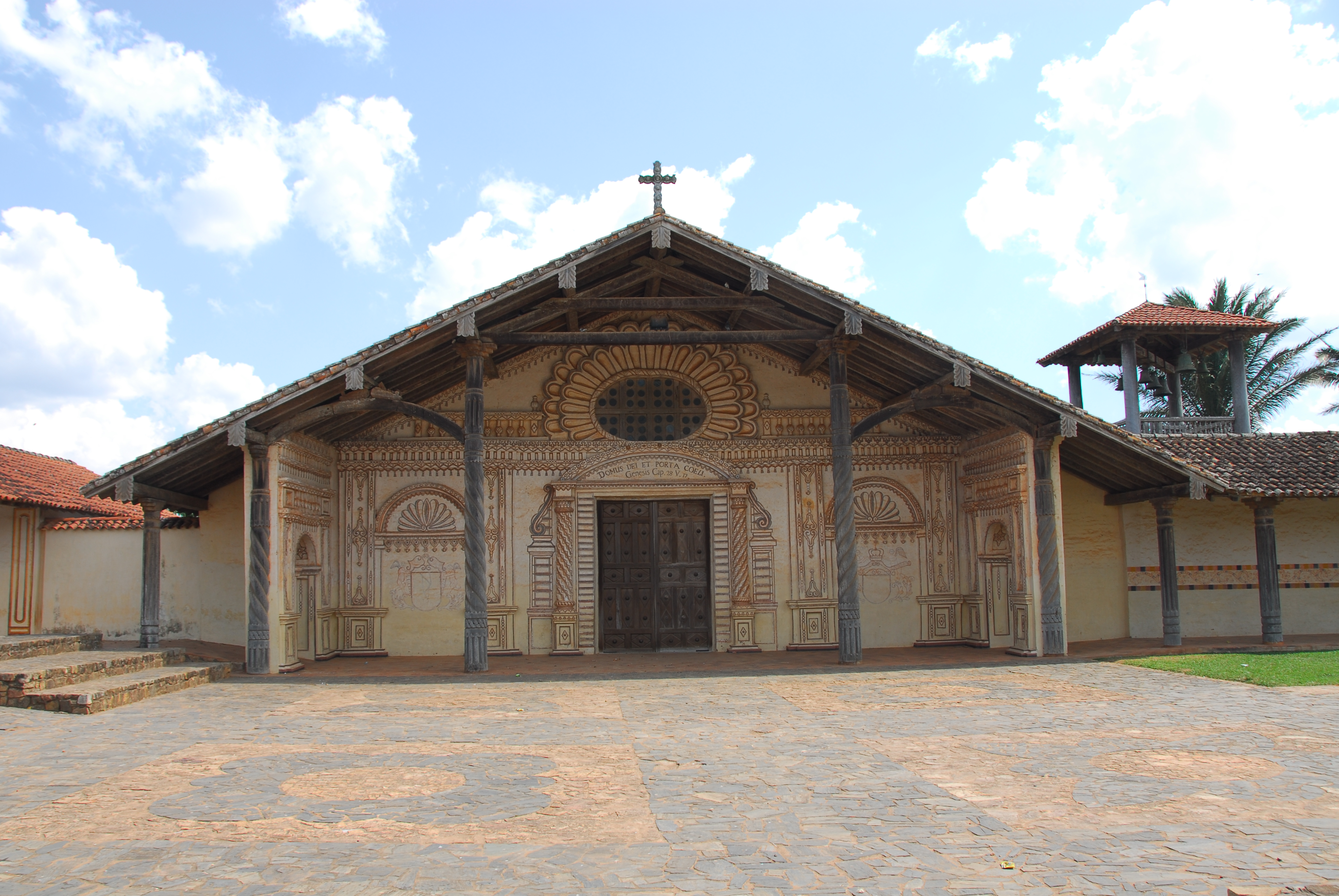
Église missionnaire San Javier à Chiquitania.

Aucune trace ne subsiste de la décoration intérieure des églises missionnaires du Rio Grande do Sul ; les bâtiments sont aujourd’hui à l’état de ruine. Au début du XIXe siècle, de nombreux vestiges pouvaient toutefois encore être observés. Parmi les voyageurs ayant décrit ces missions en cours d’abandon, Auguste de Saint-Hilaire, lors de son passage dans cet État en 1821, a laissé un témoignage important sur plusieurs réductions alors déjà semi-désertées, mais dont une bonne partie des structures se trouvait encore dans un état relativement satisfaisant. Il s’émerveilla de leur grandeur et de leur beauté. Par la suite, les intempéries et l’action humaine ont contribué à la dégradation de ce qui restait de leur ancienne splendeur. De nombreux matériaux de construction furent réutilisés lors de la recolonisation de la région par les Européens et les Brésiliens au cours du XIXe siècle, et les sculptures encore intactes furent transférées vers d’autres églises de la région ou conservées par des particuliers. Le site le plus important et le mieux conservé de nos jours est celui de São Miguel, dont l’église, atypique par rapport au style missionnaire traditionnel, constitue néanmoins une exception remarquable par sa majesté. Dans les Sept Peuplements, d’après les témoignages, le style architectural prédominant devait être proche de celui des missions de Chiquitania, en Bolivie, lesquelles sont parvenues jusqu’à aujourd’hui dans un excellent état de conservation.

### Miniatures
Un domaine de la statuaire missionnaire qui reste encore peu étudié est celui des miniatures, la critique s’étant davantage concentrée sur les grandes images destinées à la décoration des églises et à la participation aux fonctions « officielles ». Les miniatures, en revanche, occupaient une place très spécifique dans la vie religieuse communautaire et méritent une attention particulière. Allant de 1,5 cm à 10 cm de hauteur, elles étaient principalement destinées à la dévotion privée. Nombre d’entre elles venaient d’Europe : il s’agissait d’images personnelles appartenant à des prêtres itinérants, qui les utilisaient comme protection individuelle. Elles servaient aussi d’images de culte public lors de célébrations itinérantes ou dans les réductions qui n’avaient pas encore construit leur église. D’autres furent très probablement produites dans les ateliers des réductions elles-mêmes, dans les mêmes buts, mais également pour l’entretien domestique et privé de la foi chrétienne. Ahlert suppose qu’au moins une partie de cette production aurait vu le jour relativement à l’écart de la supervision des jésuites, réalisée dans les foyers mêmes par des artisans indigènes pendant leurs jours de repos, ces pièces révélant une plus grande liberté et une simplification formelle par rapport aux grandes statues.
D’autres miniatures, selon Josefina Plá, auraient vu le jour dans la période immédiatement postérieure au retrait définitif des Jésuites, mais avant le pillage de la région par Fructuoso Rivera en 1828. Elles auraient été réalisées par des artisans restants. Bien qu’aucun document n’atteste la présence d’artisans indigènes en activité dans la région au XIXe siècle, l’histoire orale a conservé des traditions qui offrent une autre perspective sur la question. Certaines miniatures auraient été créées pour former des crèches, et quelques-unes, qui semblent appartenir à cette catégorie, sont encore conservées au musée Monsenhor Estanislau Wolski, à Santo Antônio das Missões. De nombreuses miniatures étaient distribuées aux Indiens comme récompenses pour des tâches accomplies ou à l’issue de jeux et de compétitions ; elles étaient offertes aux guerriers avant les combats pour les protéger, échangées comme cadeaux entre membres des communautés. Chaque maison guarani possédait au moins une petite image, un autel portatif ou une chapelle miniature dédiée à la dévotion familiale ou individuelle.
Selon Ahlert :

« […] les miniatures disposaient d’un espace et d’un mouvement qui leur étaient propres. Contrairement aux images intégrées à la décoration des églises, les miniatures s’invitaient dans la vie quotidienne des missionnaires : elles représentaient la présence des saints dans l’intimité des gestes ordinaires, dans le domaine de l’introspection, dans l’expression de la foi à l’abri du regard du prêtre, dans un espace où la simulation perdait tout son sens, et où la croyance personnelle, déposée dans des images porteuses d’un symbolisme profond, se manifestait à sa manière. »

### Œuvres emblématiques

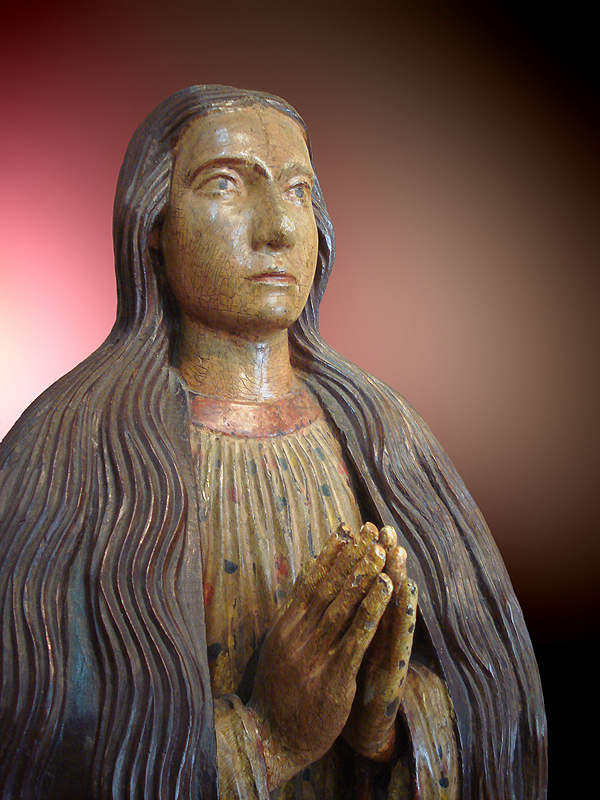
Notre-Dame de la Conception, musée Júlio de Castilhos.

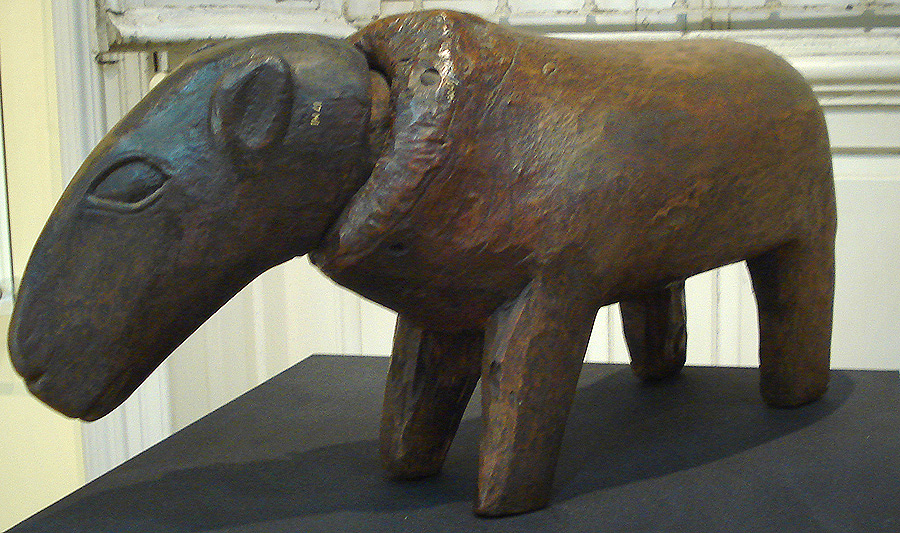
Banc zoomorphe missionnaire, musée Júlio de Castilhos.

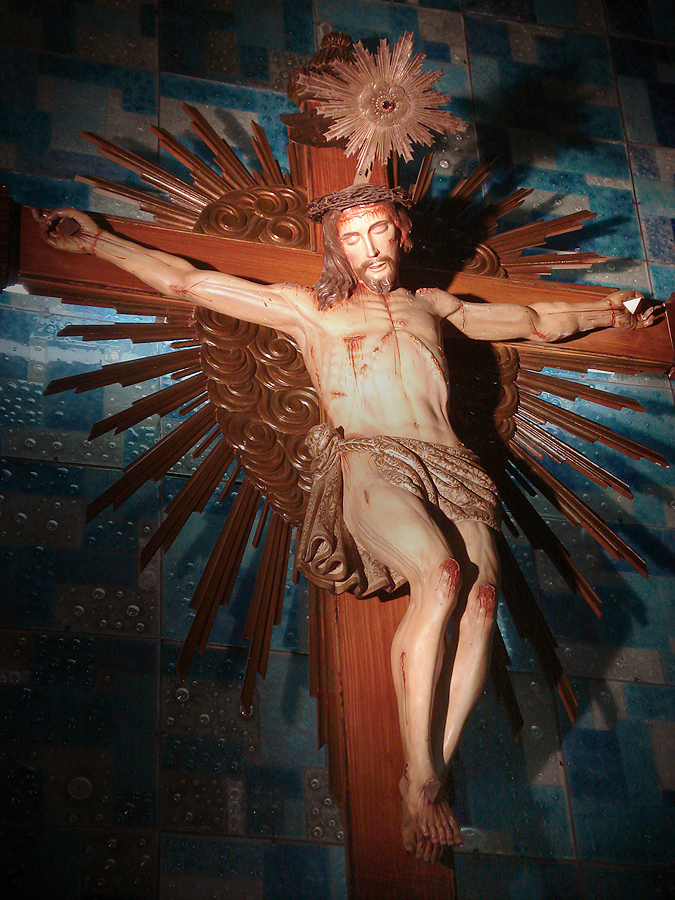
Détails du Crucifix, chapelle de Bom Fim (Porto Alegre), paternité attribuée à Brasanelli par Sustercic, repeint vers 1888 par Serafim José Ribeiro.

Les représentations de la Vierge Marie étaient les plus répandues dans le monde ibéro-américain, l’invocation la plus populaire étant celle de Notre-Dame de la Conception, comme en témoignent les Lettres annuelles que les Jésuites adressaient à leurs supérieurs. Ces lettres décrivent une multiplicité d’activités liées à la Vierge, telles que la récitation du rosaire, les litanies, les processions, les fêtes et les chants, la formation de congrégations mariales, les pèlerinages et les neuvaines. Valorisé au temps de la Contre-Réforme, le culte marial faisait de la Vierge la médiatrice suprême entre ses fidèles et Dieu. Marie fut la première icône chrétienne intégrée à la culture indigène, à travers une iconographie qui la représentait sous les traits d’une femme brune. Isidore le Laboureur, patron de Madrid, fut un autre saint abondamment représenté en tant que modèle de patience et de labeur. Son image était placée le long des chemins, dans les chapelles et les oratoires, portée en procession, accompagnée de prières et de chants aux périodes de semailles et de récoltes. Parmi les figures les plus influentes figurait également saint Michel, représenté comme le commandant de la milice céleste précipitant les anges du mal en Enfer. Une autre iconographie le présente comme juge, tenant la balance qui pèse les âmes. Dans de nombreuses représentations, le saint affronte un dragon infernal. Torelly suppose que dans les sculptures missionnaires, ce dragon, à la fois humain et démoniaque, pourrait symboliser le bandeirante de São Paulo, ennemi et ravisseur des Indiens.
Dans l’ensemble, les figures masculines représentent 46 % de la collection cataloguée, les saints Antoine, Jean-Baptiste et Isidore le Laboureur étant les plus fréquents. Les figures féminines constituent 20,8 % de l’ensemble, avec une prédominance de Notre-Dame de la Conception. Les anges comptent pour 15,4 %, les animaux 1,6 %, les figures non identifiées 3,6 %, et les fragments 12,5 %.

### Méthodes de travail et matériaux
Jusqu’à l’arrivée des colonisateurs, les populations indigènes, qui vivaient à un stade de civilisation comparable au Paléolithique supérieur, ne connaissaient ni les technologies ni les outils nécessaires à la fabrication de ces objets. L’art guarani reposait sur la répétition de formes traditionnelles, avec une forte tendance à la géométrisation et à la stylisation, visible notamment dans la peinture corporelle, la vannerie et les céramiques à usage thérapeutique ou religieux. Dans les réductions, les Indiens commencèrent à travailler avec des matériaux et des techniques nécessitant des compétences plus complexes, comme l’application de dorures sur les images ou la fabrication d’objets liturgiques, à l’aide d’outils de précision. Tout cet appareillage était absent de leur culture ancestrale, ce qui invite à réfléchir non seulement à l’impact de l’iconographie chrétienne sur l’imaginaire guarani, mais aussi à la dimension technique de cet impact. Lors de la première phase de production, les artisans guaranis se sont montrés de méticuleux imitateurs des modèles européens.
Au début de la fondation de chaque réduction, les ateliers d'artisanat religieux étaient installés provisoirement. Une fois l’église construite, ils étaient installés dans la cour intérieure, à proximité de la maison des prêtres. Les ateliers constituaient des centres économiques, administratifs et socialement autonomes, bien qu’ils restent directement subordonnés aux prêtres. Ils fonctionnaient selon le modèle des anciennes guildes médiévales, jouissant d’un certain prestige et d’une relative indépendance. Les artisans formaient une élite indigène, et le sculpteur de statues de saints bénéficiait d’une reconnaissance particulière en raison de sa manipulation d’objets sacrés. En se sentant valorisé par son travail d’artisan, l’Indien facilitait la tâche de l’évangélisateur.
Ceux qui faisaient preuve d’aptitude et d’intérêt travaillaient dans les ateliers. Dans un premier temps, la supervision des prêtres s’avérait indispensable : il fallait enseigner les nouvelles techniques artisanales depuis leurs fondements, tout en initiant les Indiens à une perception radicalement différente : le passage du plan bidimensionnel à la tridimensionnalité. Avec le temps, les Indiens les plus talentueux prirent à leur tour en charge la formation de leurs pairs. Les ateliers disposaient également de nombreuses gravures et de traités d’art et d’architecture, qui fournissaient les modèles formels pour la sculpture statuaire. Cette méthode simple permettait la diffusion de l’iconographie catholique dans toute l’Amérique coloniale. De nombreuses œuvres étaient réalisées collectivement, conformément à la tradition des corporations. Toutefois, la réalisation de la tête et des mains revenaient systématiquement au maître, de même que la définition du canon — la mesure de référence servant de base à la création des figures. Les autres artisans intervenaient ensuite, se voyant confier les parties jugées secondaires selon leur niveau de compétence. Aucune œuvre n’était signée. Les femmes, quant à elles, ne participaient pas aux travaux des ateliers, mais se consacraient à d’autres travaux artisanaux.
Les matériaux utilisés dans les travaux artisanaux provenaient directement de la région, tels que l’urunday ou le quebracho, arbres réputés pour leur bois de grande qualité. Pour les sculptures destinées à être polychromées et dorées, le cèdre et l’igary étaient employés. Les colorants étaient extraits de plantes ou de minerais locaux : le vert venait de la yerba mate, le rouge de l’urucum, et le noir du yrybu retymá. La pierre était rarement utilisée en sculpture, n’apparaissant que dans les ornements de murs, les fontaines ou les façades en pierre de taille, avec une nette préférence pour le grès. Si les pigments naturels, le bois et la pierre se trouvaient sur place, il fallait toutefois importer d’Europe certains pigments en poudre, des feuilles d’or et d’argent ainsi que les outils de sculpture. Luersen indique néanmoins que la fabrication des outils devait elle aussi faire partie de l’apprentissage artisanal transmis aux Indiens. Cela ne signifie toutefois pas que ces outils étaient tous perfectionnés ; au contraire, beaucoup étaient rudimentaires. Cette limitation affectait directement la technique de sculpture, et se manifestait dans le degré de raffinement de chaque pièce.

## Héritage

### Réception et valorisation patrimoniale
L’expulsion des Jésuites a interrompu la continuité de l’école missionnaire de sculpture, qui n’a donc pas donné naissance à une postérité artistique. Néanmoins, le corpus iconographique encore conservé des Sept Peuplements constitue une source documentaire d’une valeur historique et artistique considérable. Il offre un témoignage précieux des échanges culturels entre les peuples indigènes et les Européens, ainsi que de l’influence des conceptions occidentales sur les populations autochtones. Le fruit de ce processus, incarné par ces statues, est considéré par plusieurs critiques comme une illustration remarquable de l’originalité du baroque hispano-américain, dans toute sa diversité.

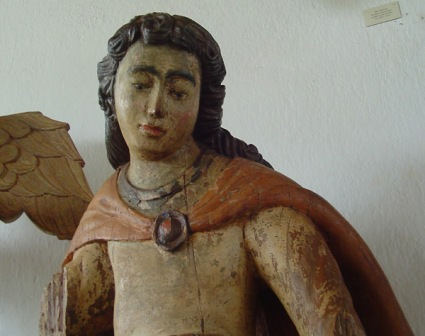
Saint, musée des Missions.

Pour Trevisan, l’un des spécialistes du sujet, « un baroque différent, à certains égards, du baroque officiel a vu le jour, […] un baroque qui surprend, dans ses plus belles œuvres, par une certaine expression intime, mélancolique, de placidité ou de simplicité ». Beltrão et Fleig semblent rejoindre cette idée lorsqu’ils affirment que « dans le baroque missionnaire, ce n’est que dans les œuvres attribuées aux Jésuites — en particulier au frère Brasanelli —, ainsi que dans les sculptures indigènes copiées sur des modèles européens, que l’on trouve les contorsions de douleur et d’extase. Toutefois, plus l’indigène s’éloigne du modèle, plus apparaissent des traits placides, sans l’extase de la joie face à l’agonie, et il devient incapable de reproduire l’imaginaire artistique de la Contre-Réforme ». Selon Boff, la réponse apportée par les Indiens au nouveau mode de vie auquel ils avaient été contraints s’est révélée créative. Si les images qui nous sont parvenues témoignent d’une multiplicité d’influences savantes — romanes, gothiques, renaissantes et baroques — des éléments plastiques guaranis bien reconnaissables peuvent également être décelés, révélateurs d’un style nouveau né des solutions originales qu’ils ont su élaborer. D’après Batista Neto, la réaction du public profane face à ces sculptures est empreinte d’admiration, notamment pour le savoir-faire remarquable des Indiens. Toutefois, le chercheur souligne que, pour le grand public, c’est davantage l’aspect historique que l’aspect artistique qui suscite l’intérêt.
Le prestige de la statuaire des Sept Peuplements s’est accru au fil des dernières années. Plusieurs études critiques lui ont été spécifiquement consacrées, et la culture missionnaire dans son ensemble fait depuis plus longtemps l’objet d’une attention soutenue de la part du milieu académique,,,. Elle a été intégrée à des sections dédiées dans deux expositions majeures : Brasil barroco, entre céu e terra (1999-2000), à Paris, et Brasil+500, Mostra do Redescobrimento (2000), à São Paulo, organisée par la Fondation Biennale de São Paulo. Ces expositions ont été accompagnées de publications critiques qui ont contribué à renouveler les regards portés sur le sujet. À Porto Alegre, le MARGS a organisé à la même époque une grande exposition inédite rassemblant les œuvres missionnaires dans la capitale du Rio Grande do Sul, publication d’un catalogue à l’appui, avant de transférer l’exposition à Buenos Aires,,. En 2006, l’IPHAN a conclu un accord avec l’Institut andalou du patrimoine historique, en Espagne, visant à conduire de nouvelles recherches sur le site archéologique de São Miguel et à développer les études consacrées à la statuaire missionnaire, entre autres initiatives.
La statuaire missionnaire revêt également une grande importance en tant que l’un des piliers d’un mouvement de redécouverte et de relecture de l’histoire, de l’identité et du folklore de la région. Ce mouvement s’est développé à la fois sous l’impulsion spontanée des populations locales et sous l’effet de la stimulation d’universitaires et d’instances officielles. Dans ce contexte, la figure de l’Indien est souvent idéalisée, portée par la fierté d’une culture locale moderne fortement régionaliste, qui cherche peut-être à compenser — ou, selon certains, à masquer — l’état d’abandon et de précarité dans lequel vivent aujourd’hui nombre des derniers Guaranis du Rio Grande do Sul,,,,. Par ailleurs, sur le site archéologique de São Miguel, le plus important du complexe, la présence de Guaranis vendant leur artisanat aux abords du musée des Missions est mal acceptée par le personnel, et aucune initiative officielle n’existe pour les intégrer à la microéconomie locale. D’autre part, des projets sont déjà en cours à Santo Ângelo pour valoriser la richesse historique et artistique des Missions comme point de départ pour encourager la production d’un artisanat qui s’en inspire. En 2004, le ministère de la Culture a lancé le programme « Identification, protection et valorisation des références culturelles des Mbyá-Guarani au Brésil », suivi en 2007 de la publication de l’ouvrage Tava Miri São Miguel Arcanjo, Sagrada Aldeia de Pedra : os Mbyá-Guarani nas Missões, qui a contribué à consolider la reconnaissance du lien entre les vestiges matériels des Missions et les Guarani actuels, tout en renforçant leur identité ethnique et leur intégration dans la société brésilienne. Dans leur quotidien, les communautés autochtones font d’ailleurs fréquemment référence à l’héritage de leurs ancêtres missionnaires. Ces images nourrissent également le tourisme régional, même si les infrastructures locales restent aujourd’hui trop précaires pour permettre un réel essor du secteur. Néanmoins, des circuits touristiques sont spécifiquement conçus pour visiter les sites où sont conservées les statues des Sept Peuplements,.

### Controverses

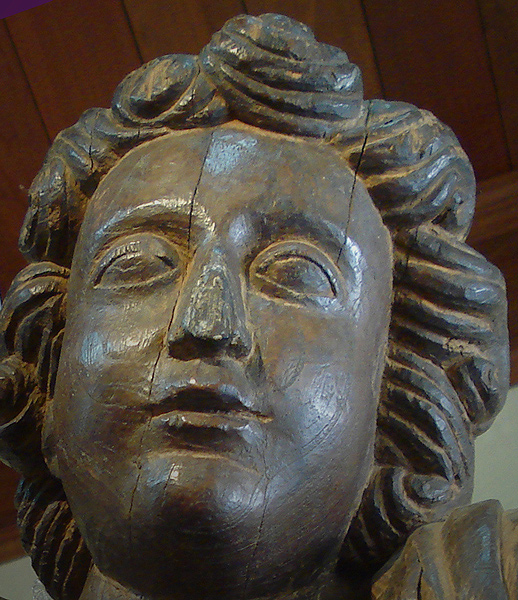
Détails d'un ange, musée Júlio de Castilhos.

Bien que les ruines de São Miguel soient aujourd’hui inscrites au patrimoine mondial de l’UNESCO, que le thème des missions ait déjà fait l’objet d’une large médiatisation et ait suscité un intérêt pour la préservation au sein de la population,, et que la statuaire missionnaire soit classée au patrimoine national par l’IPHAN, elle reste exposée à de nombreuses menaces. Environ la moitié des pièces connues appartiennent à des particuliers, qui font souvent obstacle aux efforts officiels de conservation. Qui plus est, nombre de ces œuvres ne bénéficient pas des soins techniques nécessaires à leur bonne conservation, et sont exposées à des conditions inadaptées de stockage, de manipulation et de présentation. D’autres disparaissent sans laisser de traces. Dans l’inventaire réalisé en 1989 par l’IPHAN, de nombreuses images sont déjà mentionnées comme étant localisées dans des lieux inconnus. De nombreuses œuvres sont présumées avoir rejoint le marché noir des antiquités, en raison de leur grande valeur. La méconnaissance de ce patrimoine est notamment illustrée par l’affaire du pasteur Fábio Guimarães da Silva Pereira, de l’Église universelle du Royaume de Dieu, qui, lors d’un culte en 2007, a brûlé deux images enregistrées par l’IPHAN appartenant à des particuliers, affirmant que la destruction d’images est une pratique courante dans les cultes de cette Église. Il a toutefois assuré qu’il ignorait que lesdites images — l’une représentant le Christ mort et l’autre saint Pierre — étaient classées au patrimoine.
Enfin, malgré son importance culturelle et historique reconnue, l’entreprise missionnaire dans son ensemble fait l’objet de nombreuses controverses et de critiques, tout comme l’art qui y fut produit. Le caractère autoritaire des missions a été abondamment commenté, et le processus d’acculturation forcée imposé aux Indiens a été largement condamné. Bien que les missionnaires aient généralement reconnu le penchant des indigènes pour l’art — en particulier la musique — ainsi que leur talent d’imitation, ces derniers témoignent également d’une certaine insensibilité et d’un manque de compréhension de la part des prêtres envers l’essence et la valeur du mode de vie et de pensée autochtone. Ces critiques sont corroborées par les témoignages des Jésuites eux-mêmes, qui décrivaient fréquemment les populations indigènes en des termes ouvertement dépréciatifs. Pour le père Altamirano, l’Indien était « l’animal le plus singulier et le plus indomptable que Dieu ait mis au monde ». Pour le père Cardiel, « les Indiens les moins stupides ne connaissaient que de brefs instants de conscience ». Par ailleurs, selon le père Sepp, les réductions étaient « stupides, frustes, d’une rudesse extrême en toutes choses spirituelles ». Beaucoup de temps fut nécessaire avant que les populations forestières ne soient reconnues par l’Église comme des êtres doués de raison et aptes à recevoir les sacrements. Pour toutes ces raisons, et dans la mesure où les canons esthétiques, les significations symboliques et les techniques artisanales leur furent imposés par les Européens, plusieurs auteurs estiment que la sculpture missionnaire, dans son ensemble, ne possède ni style véritablement propre, ni qualité plastique exceptionnelle, et ne devrait pas être considérée, comme d’autres le font, comme une co-création originale entre prêtres et indigènes. Selon eux, elle ne constitue qu’une imitation mécanique — plus ou moins réussie — de la toreutique savante européenne, ne révélant rien, ou fort peu, d’une quelconque originalité autochtone authentique, et se présentant le plus souvent comme une copie assez grossière de ses modèles.